# Потімков Сергій Юрійович
Сергі́й Юрі́йович Потімко́в' (11 грудня 1954, Харків — 27 травня 2025, Ганновер, Німеччина) — український політик. Народний депутат України 3-го та 5-го скликань. Член Президії Політради Партії вільних демократів.

## Біографія
Народився 11 грудня 1954 року у місті Харків.
Помер 27 травня 2025 року в Німеччині у віці 70 років.

### Освіта
З 1972 до 1977 року навчався у Харківському державному університеті за фахом викладач англійської мови та літератури.

## Сім'я
- Батько — Потімков Юрій Степанович.
- Мати — Ключникова Світлана Ільінішна.
- Дочка — Потімкова Каріна Сергіївна.

## Кар'єра
1977—1979 рр. — військовий перекладач, Республіка Уганда.
1979—1982 рр. — викладач англійської мови у Харківському державному інституті культури.
1982—1984 рр. — військовий перекладач, Ефіопія.
1984 року — викладач англійської мови факультету іноземних мов у Харківському державному університеті.
1986 року — радіо- і тележурналіст.
1990 року — головний редактор АТБ-1.
1991 року — головний редактор студії «Плюс сім».
1991—1994 рр. — депутат Харківської обласної ради.
Квітень 2005 року — обраний депутатом Харківської міської ради.
Був членом Політради політичної партії «Яблуко» та членом партії ВО «Батьківщина».

## Парламентська діяльність
Народний депутат України 3-го скликання з 12 травня 1998 року до 14 травня 2002 року за виборчим округом № 170 Харківської області, висунутий виборчім блоком Соціалістичної партії України та Селянської партії України «За правду, за народ, за Україну!». На час виборів — головний редактор студії «Плюс сім», безпартійний.
Член фракції СПУ травень 1998 року по січень 2000 року, позафракційний січень — вересень 2000 року.
Член фракції «Яблуко» з вересня 2000 року.
Член Комітету з питань свободи слова та інформації з липня 1998 року.
Народний депутат України 5-го скликання з 25 травня 2006 року до 23 листопада 2007 року від «Блоку Юлії Тимошенко», № 109 в списку. На час виборів — продюсер ТОВ «Борея», член партії ВО «Батьківщина».
Член фракції «Блок Юлії Тимошенко» з 25 травня 2006 року.
Голова підкомітету з питань свободи слова та вільного доступу громадян до інформації Комітету з питань свободи слова та інформації з 19 липня 2006 року.
Вересень 2007 року — кандидат в народні депутати України від Партії вільних демократів, № 11 в списку. На час виборів — народний депутат України. Член ПВД.

## Нагороди та державні ранги
- Заслужений журналіст України (20 січня 2006)[5].